# Амадей I
Амадей I Испански (на италиански: Amedeo I di Spagna), с пълно име Амадей Фердинанд Мария Савойски (Amedeo Ferdinando Maria di Savoia; * 30 май 1845, Торино, Савойско херцогство; 18 януари 1890, Торино, Кралство Италия), е член на Савойската династия, крал на Испания от 2 януари 1871 до 11 февруари 1873 г., първи херцог на Аоста, родоначалник на кадетския клон Савоя-Аоста.
Известен също с прозвището el Rey Caballero (Кралят рицар) или el Electo (Избраникът), неговото управление в Испания, което продължава малко повече от две години, е белязано от дълбока политическа нестабилност. Шестте кабинета, които се редуват един след друг през този период, не успява да разрешат възникналата криза, която е утежнена и от конфликта за независимост в Куба, започнал през 1868 г., както и от новата Карлистка война, започнала през 1872 г. Неговата абдикация и завръщането му в Италия през 1873 г. довеждат до обявяването на Първата испанска република.

## Произход
Амадей е вторият син на Виктор Емануил II (* 1820, † 1878), последен крал на Сардиния (1849 – 1861) и първи крал на обединена Италия (17 март 1861 – 1878), и на съпругата му ерцхерцогиня Мария Аделхайд Хабсбург-Лотарингска (* 1822, † 1855). Негови дядо и баба по бащина линия са кралят на Сардиния Карл Алберт Савойски-Каринян и Мария Тереза Австрийска-Тосканска, а по майчина – ерцхерцог Райнер Йосиф Хабсбург-Лотарингски, вицекрал на Ломбардия-Венеция, и Мария Елизабета Савойска-Каринян, сестра на краля на Сардиния Карл Алберт. Има пет братя и две сестри:
- Лудовика Тереза (* 1843, † 1911), съпруга на принц Наполеон Жозеф Шарл Пол Бонапарт, двоутробен брат на Наполеон III
- Умберто I (* 1844; † 1900), крал на Италия (1878 – 1900), съпруг на Маргарита Савойска и дядо на Йоанна Българска
- Отон Евгений (* 1846; † 1866), принц на Савоя и херцог на Монферат
- Мария Пия (* 1847; † 1911), кралица на Португалия като съпруга на Луиш I
- Карл Алберт (* 1851; † 1854), херцог на Шабле
- Виктор Емануил (*/ † 1852)
- Виктор Емануил Леополд (*/† 1855), граф на Генуа

Има един природен брат и една природена сестра от втория брак на баща си и около 26 природени братя и сестри от негови извънбрачни връзки.

## Биография

### Начални години
При раждането си Амадей получава титлата „херцог на Аоста“, с която поставя началото на Савоя-Аоста – кадетски клон на Савойската династия, който продължава и до днес.
След като постъпва в армията с чин на капитан през 1859 г., участва в Третата война за независимост през 1866 г. като генерал-майор, ръководейки бригада при Монте Кроче в битката при Кустоца, където е ранен и където печели златен медал на военна доблест.

### Първи брак
През 1867 г. баща му се поддава на молбите на депутата Франческо Касен и на 30 май същата година Амадей се жени за пиемонтската благородничка Мария Витория дал Поцо дела Чистерна в Торино. По време на сватбата се случват следните инциденти: най-добрият дворцов прислужник се застрелва; дворцовият портиер си прерязва гърлото; кралският съветник умира след падане от коня си; любовницата на гардеробиера се обесва; полковникът, който трябва да води процесията, умира от слънчев удар; началникът на гарата е премазан от влака, с който младоженците пътуват през медения си месец.
Първоначално кралят се противопоставя на този съюз, тъй като, въпреки че има княжески ранг, сем. Поцо дела Чистерна все още е твърде ниско по ранг, за да се стреми към смесени бракове със Савойската династия; освен това за втория си син Виктор Емануил II той планира брак с някоя чуждестранна принцеса, може би германска, за да засили политическите и дипломатически връзки с други държави, но в крайна сметка решава да се съобрази с желанието на Амадей да се ожени за жената, която обича. В допълнение към емоционалната стойност, онова, което кара Виктор Емануил II да отстъпи, е богатото наследство, което младата принцеса носи като зестра, и някои от нейните семейни връзки, които биха могли да бъдат от полза за новообединената Италия: майка ѝ Луиз дьо Мерод е по-малката сестра на Антоанета – съпругата на принц Шарл III от Монако.
Амадей е неизлечим женкар: през март 1870 г. съпругата му се обръща писмено към краля, за да изрази оплакванията си относно изневерите му, които ѝ причиняват болка и неудобство в обществото. В отговор кралят ѝ пише, че въпреки че разбира чувствата ѝ, тя не е в състояние да съди поведението на съпруга си и че нейната ревност е недостойна за една херцогиня от Савойския дом.

### Савойски претенции към испанския трон
През 1868 г. Виктор Емануил II започва активно да се тревожи за гарантирането на овакантения трон в испанското наследство, което приключва през 1870 г. с избиране на член на Савойския дом. Всъщност Фердинандо VII де Бурбон умира през 1833 г. без мъжки наследници и в очакване на това премахва Салическия закон през 1830 г. в полза на току-що родената си дъщеря Исабела II. Наследяването е оспорвано от Карлос де Бурбон, брат на покойния монарх, и от консерваторите карлисти, поддръжници на наследяването според традиционния Салически закон, но когато една прогресивна революция сваля Исабела, карлистите се оказват изключени от игрите като представители на определено по-реакционните.
Им обаче и други възможни претенденти за трона и сред тях се откроява Савойският дом. Всъщност от 1718 г. Виктор Амадей II Савойски получава, след загубата на Сицилия от Сардиния, правото да наследи трона на Испания в случай на изчезване на местния дом на Бурбоните. Затова през 1869 г. Виктор Емануил II назначава нов посланик в лицето на доверения генерал и сенатор Енрико Чалдини, който познава добре Испания, където е служил като войник от 1835 до 1848 г. Той действа на практика като личен представител на краля, който е поел цялото досие за отношенията с Испания.

### Крал на Испания
Опитът е успешен на 16 ноември 1870 г., когато Кортесите решават да възстановят монархията, като определят Амадей за нов крал на Испания. Той получава 191 гласа за срещу 60 в полза на Федералната република, 41 в полза на други кандидати или републики и 19 невалидни бюлетини. Незабавно парламентарна делегация отива във Флоренция, за да информира новия суверен, който официално я приема на 4 декември.
Първоначално самият Амадей се оказва особено скептичен към приемането на тази корона поради нейния парламентарен характер, следователно резултат повече от политически компромис, отколкото от точна народна воля. Подобен отказ в миналото вече е избран вместо очевидно нестабилен трон и от други суверени в Европа като краля на Прусия, на когото е предложена короната за основаването на германска империя. След като дебаркира в Картахена на 30 декември 1870 г., Амадей влиза в Мадрид на 2 януари 1871 г., за да се закълне в конституцията същия ден.
В Испания Савойците се радват на значителен престиж, произтичащ от брилянтното италианско национално и конституционно решение, но страдат от дълбока враждебност от страна на привържениците на Карлизма, поради ролята, изиграна от тях в свалянето на папата-крал, както и на партизаните на Бурбоните поради анексирането на Кралството на двете Сицилии, отнето от Неаполитанските Бурбони Освен това Амадей не успява да си възвърне позициите пред Испанската църква и местната аристокрация, нито пък да овладее достатъчно испански език – все черти, които допринасят за допълнително усложняване на ситуацията на вече трагичното начало на бунта за независимост в Куба.
Наистина, пристигането на Амадей в Испания допринася за обединяването на цялата антилиберална опозиция (от републиканците до карлистите). Всъщност той базира властта си на подкрепата на Прогресивната партия, която доминира над Кортесите с многократни изборни измами. Ситуацията далеч не е стабилна и през двете години на управлението си Амадей има шест различни правителства: изборът на новия крал съвпада, от друга страна, с убийството на 27 декември на генерал Жуан Прим, най-големият му поддръжник, докато Амадей плава към Картахена.
Когато прогресистите се разделят между монархисти и конституционалисти, нестабилността става още по-голяма, което води до жестоки сблъсъци през 1872 г. На 19 юли 1872 г. Амадей претърпява опит за убийство, който успява да избегне. В същото време Каталония и Страната на баските са шокирани от карлистки бунт, последван от многократни републикански действия в цялата страна. Артилерийският корпус най-накрая нанася безпрецедентен удар. Бедният крал е запомнен с това, че често произнася на италиански прочутото си „Ах, кълна се Бакх, нищо не разбирам!“. Така само след две години Амадей обявява, че без народна подкрепа е невъзможно да царува. На 11 февруари 1873 г. той подписва акта за абдикация. Малко след това той произнася речта за отказ от престола пред Кортесите, определяйки испанците като неуправляеми, а в десет вечерта на същия ден е провъзгласена републиката в Испания.
Първата испанска република продължава по-малко от две години, завършвайки на 29 декември 1874 г., когато Алфонсо XII, син на Исабела II, е провъзгласен за крал под регентството на Антонио Кановас дел Кастильо, испански министър-председател няколко пъти от 1875 до 1897 г., датата на неговото убийство.

### Завръщане в Италия
Напълно отвратен, Амадей се завръща в Торино, където приема титлата „херцог на Аоста“, без обаче да заема никаква политическа роля, също след влошаващото се здравословно състояние на съпругата му Мария Витория (която умира на 8 ноември 1876 г. от туберкулоза). През следващите години херцогът заема представителни позиции при управлението на брат си, който става крал на Италия през 1878 г. с името Умберто I.

### Втори брак
След дванадесет години вдовство, на 11 септември 1888 г. в Торино Амадей се жени за своята млада племенница Мария Летиция Бонапарт, дъщеря на сестра му Мария Клотилда, от която има един син – Хумберт, граф на Салеми.
Масон Амадей достига 33-та и последна степен на древния и приет шотландски ритуал.

### Смърт
През 1890 г. 45-годишният Амадей I умира от пневмония по време на руската грипна пандемия. Тялото му почива в кралската крипта на Базиликата на Суперга.

## Памет
- Амадей дава името си на езерото Амадеус в централна Австралия.
- Сред училищата, кръстени на негово име от годината на смъртта му и все още действащи, се откроява държавната класическа гимназия „Амедео ди Савоя“ в Тиволи, Италия.
- Градовете Торино и Милано посвещават централна улица на него, а Торино също посвещава и болница, специализирана в инфекциозни заболявания.[9]

## Брак и потомство
Амадей I се жени два пъти:
∞ 1. 1867 за принцеса Мария Витория дал Поцо дела Чистерна (* 9 август 1847, Париж, Кралство Франция; † 8 ноември 1876, Санремо, Кралство Италия), наследница на древната пиемонтска фамилия Дал Поцо дела Чистерна и дъщеря на принца и патриот Карл Емануил, сенатор на Кралство Италия, и на графиня Луиз Каролин Гислен дьо Мерод, сестра на принцесата на Монако Антоанета дьо Мерод, от която има трима сина:
- Емануил Филиберт (* 13 януари 1869, Генуа, Кралство Италия; † 4 юли 1931, Торино, Кралство Италия), херцог на Аоста, генерал, маршал на Италия, принц на Астурия (1870 – 1873); сред главните фигури на Първата световна война, той командва Трета армия на Кралската армия, а италианската военна пропаганда го нарича „Непобедимия херцог“ (Duca Invitto), подчертавайки липсата на истинско поражение по време на битките при Изонцо; ∞ 25 юни 1895 г. в Кингстън на Темза за Елена Орлеанска (* 13 юни 1871; † 21 януари 1951), дъщеря на принц Луи Филип Алберт Орлеански, граф на Париж и орлеански претендент за френския трон, и на принцеса Мария Изабела Орлеанска, от която има двама сина
- Виктор Емануил (* 24 ноември 1870, Торино, Кралство Италия; † 10 октомври 1946, Брюксел, Кралство Белгия), граф на Торино и италиански генерал, неженен и бездетен

- Лудвиг Амадей (* 29 януари 1873, Мадрид, Кралство Испания; † 18 март 1933, Виладжо Дука дели Абруци, Италианска Сомалия), първи херцог на Абруци, адмирал, изследовател и международно известен алпинист, през Първата световна война командир на съюзническия флот, неженен и бездетен.

∞ 2. 11 септември 1888 г. в Торино за племенницата си Мария Летиция Бонапарт, дъщеря на сестра му Мария Клотилда Савойска и на принц Наполеон Жозеф Шарл Пол Бонапарт, от която има един син:
- Хумберт (* 22 юни 1889, Торино, Кралство Италия; † 19 октомври 1918, Креспано Венето, Кралство Италия), военен, граф на Салеми, френски принц, принц на Италия, титулярен херцог на Райхщат, инфант на Испания, неженен и бездетен.

- Децата на Амадей I
- Емануил Филиберт
- Виктор Емануил
- Лудвиг Амадей
- Хумберт Мария